# Macchi MC.200
Die Macchi MC.200 Saetta (Blitz) war ein einmotoriges einsitziges italienisches Jagdflugzeug im Zweiten Weltkrieg.

## Geschichte

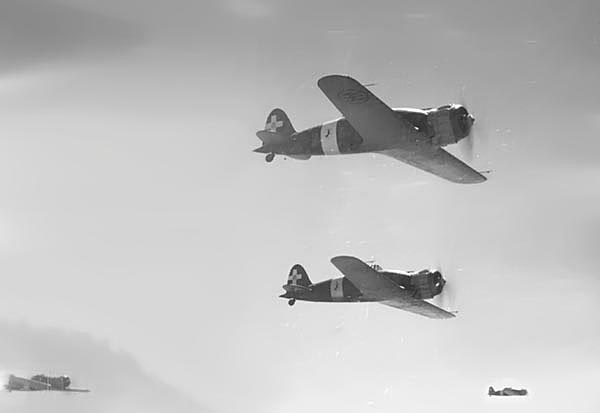
MC.200 fliegen Begleitschutz für Sparviero-Bomber im Mittelmeerraum

Chefingenieur Dr. Mario Castoldi entwarf diesen Typ 1936 als Ergebnis einer Reihe von Rennflugzeugkonstruktionen (darunter die bekannte Rekordmaschine Macchi MC.72), um die veralteten Doppeldecker wie CR.32 oder CR.42 abzulösen.
Die MC.200 war in Ganzmetall-Schalenbauweise konstruiert, das Tiefdeckerflugwerk war ebenso wie das Leitwerk freitragend und das gesamte Heckradfahrwerk war einziehbar. Der erste Prototyp flog erstmals am 24. Dezember 1937 und war mit einer geschlossenen Kanzel ausgestattet. Da den italienischen Piloten jedoch offene Cockpits mehr zusagten, baute man spätere Serienmaschinen diesem Wunsch entsprechend, bei anderen Exemplaren wurden zusätzlich verglaste Seitenklappen angebracht. Bei einem 1938 durchgeführten Vergleichsfliegen konnte sich die Saetta durchsetzen, worauf eine erste Bestellung über 99 Flugzeuge aufgegeben wurde. Ab Oktober 1939 begann die Auslieferung an die Regia Aeronautica, so dass Italien bei Kriegseintritt über 156 MC.200 verfügte, die auf drei Jagdfliegergruppen aufgeteilt waren. Der erste Einsatz erfolgte im Herbst 1940 als Begleitschutz für auf Malta angesetzte Bombenflugzeuge.
Die MC.200 Saetta war eine sorgfältig durchkonstruierte Maschine, die über gute Flugeigenschaften und eine hervorragende Wendigkeit verfügte. Mit ihrer leichten Bewaffnung, sowie dem relativ schwachen, bauartbedingt zu viel Luftwiderstand bietenden Sternmotor, erreichte sie jedoch nicht die Leistungen modernerer Jagdflugzeuge anderer Staaten. Sie wurde in Griechenland, Nordafrika, Jugoslawien und ab 1940/41 auch an der Ostfront eingesetzt. 23 Exemplare kamen nach der Kapitulation Italiens im September 1943 in der Aeronautica Cobelligerante Italiana auf Seiten der Alliierten zum Einsatz.
Insgesamt wurden 1153 Einheiten dieses Typs hergestellt.
Der wesentlich verbesserte Nachfolger war die MC.202 Folgore, ausgestattet mit einem von Alfa Romeo in Lizenz gebauten V12-Motor Daimler-Benz DB 601, die ab November 1941 zum Einsatz kam.

## Versionen
| Bezeichnung      | Merkmale |
| ---------------- | --- |
| MC.200, Prototyp | zwei Stück mit Fiat-Triebwerken A.74-RC 38 |
| MC.200           | Serienversion mit stärkerem Motor A.74-RC 38 und unterschiedlichen Cockpits (geschlossen, offen oder halb geschlossen)                                              |
| MC.200 AS        | tropentaugliche Version zum Einsatz in Nordafrika |
| MC.200 CB        | Jagdbomber-Ausführung mit verstärkten Tragflächen zum Transport von maximal 320 kg Bomben oder Zusatztanks an Außenstationen unter den Tragflächen                  |
| MC.201           | Typ mit verändertem Rumpf und (vorgesehenem) A.76-RC-40-Motor, wurde aber nur mit A.74-RC 38 getestet, die Weiterentwicklung wurde zugunsten der MC.202 eingestellt |

## Militärische Nutzung
Deutsches Reich
- Luftwaffe: einige erbeutete Maschinen

 Königreich Italien
- Regia Aeronautica
- Aeronautica Cobelligerante Italiana

## Technische Daten

Dreiseitenriss

| Kenngröße             | Daten                                                                                        |
| --------------------- | -------------------------------------------------------------------------------------------- |
| Besatzung             | 1                                                                                            |
| Länge                 | 8,19 m                                                                                       |
| Spannweite            | 10,58 m                                                                                      |
| Höhe                  | 3,5 m                                                                                        |
| Flügelfläche          | 16,8 m²                                                                                      |
| Flügelstreckung       | 6,6                                                                                          |
| Leermasse             | 1895 kg                                                                                      |
| max. Startmasse       | 2590 kg                                                                                      |
| Reisegeschwindigkeit  | 455 km/h                                                                                     |
| Höchstgeschwindigkeit | 502 km/h                                                                                     |
| Landegeschwindigkeit  | 125 km/h                                                                                     |
| Steigleistung         | 20,3 m/s                                                                                     |
| Dienstgipfelhöhe      | 8900 m                                                                                       |
| Reichweite            | 870 km mit Treibstoffreserven                                                                |
| Triebwerke            | 1 × Sternmotor Fiat-A.74-RC 38 mit 649 kW (882 PS)                                           |
| Bewaffnung            | 2 starre 12,7-mm-MGs in der Motorhaube 2 starre 7,7-mm-MGs (nur bei einigen späteren MC.200) |

## Erhaltene Flugzeuge
Ein Flugzeug ist im italienischen Luftfahrtmuseum Vigna di Valle ausgestellt.